# Agropyron acutum
Agropyron acutum là một loài thực vật có hoa trong họ Hòa thảo. Loài này được (DC.) Roem. & Schult. mô tả khoa học đầu tiên năm 1817.